# Küldönc (heraldika)
Névváltozatok:

trombitás, bakter

la: garciones, de: Garzun, fr: garçon, it: garzone, 
en: trumpet-blower
Rövidítések

## Küldöncök a lovagkorban
A küldönc a heraldikában a címerekkel foglalkozó tisztviselők alsó rétegéhez tartozó tisztviselő. A németben a kikiáltókkal és az apródokkal a 'vándornépség' ("Fahrenden") közé tartoztak és nem rendelkeztek külön kiváltságokkal. Magyarul gyalogkövetnek, talpas követnek, küldöncnek nevezhetjük őket. Egyszerű segédek voltak a lovagi tornákon.
Hasonló tisztviselők a várakban is voltak. A kisebb várak őrtornyait békeidőben zárva tartották. Háború idején napi 4-5 őr tartózkodott benne. Egyikük kürtös volt, aki különféle, mindenki által ismert hangjelekkel jelezte az őrségváltás idejét, a várkapu nyitását és csukását. A vár kapuját hatalmas torony védte. A kaputoronynak rendszeresen váltott őrsége és az emeleti résznek egy állandó lakója volt, a vár toronyzenésze, a magister trompetarius, a trombitásmester. A kapualj oldalán ülőfülkék voltak, ezt szakállszárítónak is hívták. Ha a kapu nyitva volt, békeidőben nappal itt lőgéreztek a "vitézlegények". A kapu fölött kívül általában több címer is látható.

## Városi trombitások

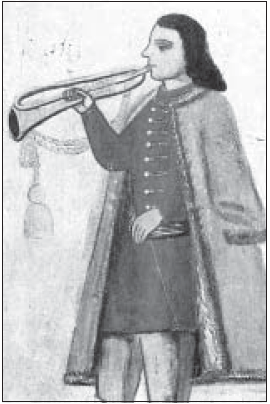
Városi toronyőrző trombitás egyenruhában (18. sz. eleje)

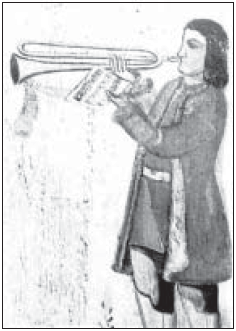
Városi toronyőrző trombitás korabeli festményen

Később a küldöncök szerepét a trombitások vették át. Magyarországon a szabad királyi városokban a 19. század közepéig a világi zene fontos képviselői voltak a toronyőrző trombitások. Nagy becsben tartották és ajánlás alapján választották ki őket. Fontos események alkalmával a városok egymásnak is kölcsönöztek trombitásokat. Városi alkalmazottként őrző, toronyőri, kikiáltó és reprezentációs feladatokat láttak el és részt vettek az egyházi zene szolgáltatásában is. Besztercebánya 1631. február 9-én kelt leveléből, melyet Lőcsére küldtek Weberl Andrásnak, hogy a megüresedett trombitásmesteri tisztséget betöltsék, ismerjük a toronyőrző trombitások feladatait is. Eszerint a trombitás feladatai összekapcsolódtak az őri és a dobosi tisztséggel: 1. a többi trombitással együtt trombitálni reggel, délben és este, majd a hangszeres zene végét kidobolni, 2. őrködni és kitrombitálni az órákat, 3. tűz esetén harangozni és kitűzni a zászlót, 4. jelentős vendég érkezését trombitaszóval jelezni, 5. a templomban hangszeres zenével közreműködni a kántornak.
Külön egyenruhájuk volt. Besztercebányán a legrégibb adattal egy Gall nevű trombitásról rendelkezünk 1512-ből, amikor a városi számadáskönyvek szerint a magisztrátus ünnepi öltözékre adott neki pénzt. 1512-1540 közt lakott a város Gall- vagy Írnok-bástyájában, ahol trombitási, harangozói, órabeállítói és várőrzői feladatokat látott el.

### A városi trombitások közösségi szerepe
A városi toronyőrző trombitások játszottak a közösségi és családi ünnepségeken, bálokon, eljegyzéseken, esküvőkön, keresztelőkön úgy a városban, mint a vidéki nemesi kúriákban. A trombitások jelentős szerepet játszottak a városi felvonulásokon is. Besztercebánya 1708-as, 1712-es és 1750-es praetoriális jegyzőkönyvei szerint a városi pellengér a szabad királyi város kiváltságainak szimbóluma volt, de egyben a megszégyenülés helye is, ezért az ácsok gyakran megtagadták a javítását. Ezért a város úgy határozott, hogy ezeket a munkákat díszes felvonulás fogja megnyitni, melyben ünnepi öltözékben vonult fel a városi ács, a molnárok és a kőművesek céhük jelképeivel, majd a polgármester, a városi tanács, az előszónok karddal és a város jelvényével, majd a zenészek élükön a trombitásmesterrel, utánuk a kézműves céhek a mesterekkel és a bányakamara alkalmazottaival. A megadott helyen az előszónok elmondta az ünnepi beszédet, jelképesen kalapáccsal megkopogtatta a követ, majd ezt követően a menet feloszlott.
A városi tanács és az egyház rendelkezéseket adott ki melyben engedélyezték és meghatározták a mulatságok, az esküvői és eljegyzési ünnepségek megtartásának módját és a zenészek részvételét ezeken. Az 1550-es besztercebányai esküvői rendtartás előírta, hogy a vendégek meghívását csendben kell intézni és nem trombitások és zenészek részvételével, mint korábban. A táncmulatságokat és a bálokat a városi tanács hagyta jóvá, de egyes esetekben, mint például a 18. századi Besztercebányán, a pap engedélyezte. A közösségi ünnepségeket a trombitásmester szervezte meg, de az engedélyért fizetnie kellett. 1806. január 4-én például Besztercebányán Hiray Antal György, a toronyőrző trombitások mestere 24 aranyat fizetett a város kasszájába az előző évi mulatság engedélyéért. A városi mulatságokon néha diákok vagy idegen zenészek is énekeltek vagy játszottak, ami ellen a városi trombitások írásban tiltakoztak.

## Lásd még
heraldika, herold, címerkirály, perszevant, fullajtár (heraldika)